# RobotExpert
RobotExpert – программный продукт для симуляции и offline-программирования промышленных роботов и роботизированных участков. RobotExpert входит в состав продуктовой линейки Tecnomatix компании Siemens PLM Software.  

## История продукта
Продукт RobotExpert выпущен в 2012 г. компанией Siemens PLM Software, как облегченная версия решения для трёхмерной симуляции Tecnomatix Process Simulate.  

## Обзор продукта
RobotExpert позволяет выполнять трехмерную симуляцию роботизированных участков, оптимизацию траекторий и генерацию управляющих программ для роботов. RobotExpert построен на ядре Process Simulate, имеет общий с ним пользовательский интерфейс и аналогичную поддержку форматов данных и контроллеров роботов. В отличие от Process Simulate, предназначен исключительно для работы на файловой системе, без использования PLM-системы управления данными.
Продукт имеет открытый программный интерфейс и позволяет разрабатывать собственные подключаемые модули, расширяющие функциональность.
Основной функционал продукта совпадает с Process Simulate и включает:
- Симуляцию работы по циклограмме
- Анализ статических и динамических столкновений
- Симуляцию кинематики оборудования
- Поддержка технологических процессов на основе траектории
- Анализ достижимости
- Расчет времени цикла работы. Для достижения большей точности симуляции поддерживается технология RRS[3].
- Поддержку различных типов контроллеров промышленных роботов
- Генерацию управляющих программ на основе симуляции
- Средства твердотельного моделирования
- Импорт геометрических данных из основных форматов и САПР

Основные ограничения по сравнению с Process Simulate:
- Отсутствует функционал поддержки «дискретных» процессов (точечная контактная сварка, сверление и клёпка)
- Не поддерживается управление симуляцией на основе сигналов оборудования
- Отсутствуют дополнительные модули (поддержка манекена человека, виртуальная пуско-наладка и др.).

Результат симуляции – проверенные траектории движения – можно экспортировать в виде программного кода на языке контроллера робота, тем самым реализовав метод программирования роботов в режиме offline. По сравнению программированием в режиме обучения это позволяет исключить или минимизировать время остановок робототехнического комплекса для перепрограммирования.

## Использование
RobotExpert применяется для симуляции и программирования отдельных промышленных роботов или небольших комплексов, осуществляющих такие процессы, как дуговая, лазерная сварка, нанесение покрытий и уплотнений, механическая обработка, перемещение объектов и др.
Аналогами RobotExpert являются программные средства симуляции от изготовителей промышленных роботов: KUKA.Sim Pro от фирмы KUKA, RoboGuide компании Fanuc, RobotStudio компании ABB.